# Ратацкий монастырь

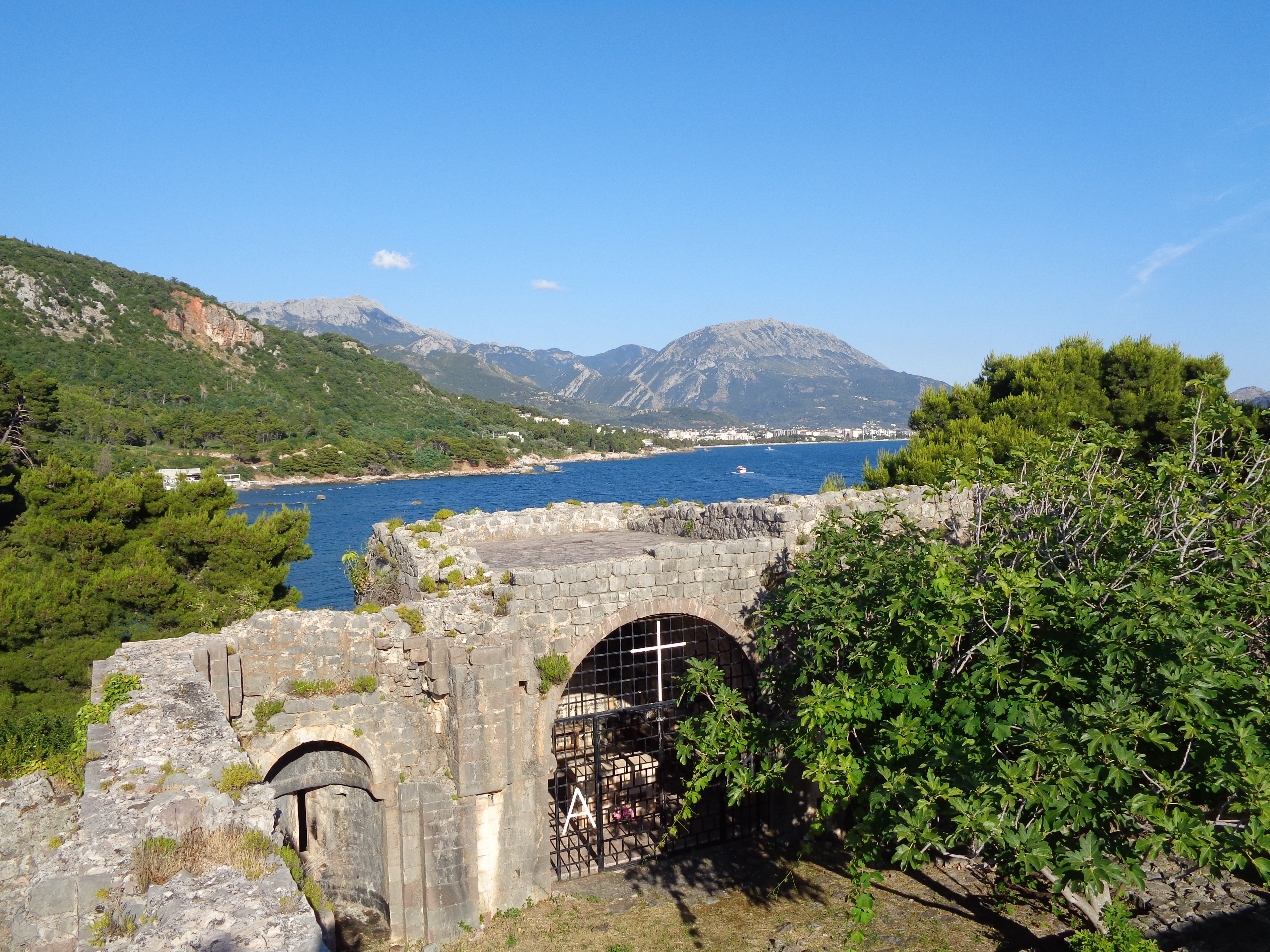

Монастырь Святой Матии Ратацкой (итал. Santa Maria de Rotezo) — разрушенный монастырский комплекс на адриатическом мысе между Сутоморе и Баром в Черногории. Комплекс монастыря существовал и развивался с IX до XVI века, и некоторое время был под защитой сербских королей. Сейчас он руинизирован, тем не менее его и теперь посещают верующие из окрестностей, зажигая свечи, и до сих пор вокруг него не прекращаются споры римско-католической и православной церквей.

## Прошлое монастыря
Ратац впервые был упомянут под 1247 годом, но можно уверенно утверждать, что он существовал и ранее. В начале XIV века король Милутин (1282—1321) подтвердил указом дар матери-королевы Елены монастырю. В течение XIV века монастырь всё чаще упоминается в Дубровницком архиве. На это время в Ратаце приходится пик строительства, но в 1468 году он был атакован венецианцами, бомбардировавшими его с кораблей. Похоже, что монастырь был оставлен после турецкого грабежа в 1532 году и разрушен в 1571 году.
Во время Второй мировой войны часть монастыря итальянцы превратили в бункер, что привело к дальнейшему разрушению комплекса. Одним из игуменов Ратацкого монастыря был Джордж Пелинович (середина XV века), который служил и в Венеции, и у Скандербега. Он делал все, что мог, чтобы Бар не попал под турок, а в 1500 году, во время турецкой осады, люди с окрестностей собирались в крепость Ратаца. [3] Вицко Змаевич, архиепископ Бара и примас Сербии, писал, что монастырь был построен в 1473 году, разрушен в результате землетрясения и из-за небрежности католических священников храмы были оккупированы православными, но трудами команды епископа вернулись к католикам. Тут же, при участии всей епархии, отмечался день Тела Иисуса с долгой процессией [4].

## Сооружения в составе комплекса
Внутренние сооружения состоят из храмов и строений разного назначения. Старейшее строение Ратаца -- церковь Ц, -- построена скорее всего в начале 11-го века, ей же мог подражать строитель собора Святого Луки в Которе. Церковь А -- романской постройки, создана во второй половине XII или в первой половине XIII века, её отличает высокая техника кладки. Недостроенная базилика А, возведение которой было начато в середине XIV века, должна была стать самым большим церковным сооружением как комплекса монастыря, так и ближайшей округи, включая средневековый Бар. Построена в романско-готическом стиле в южной части монастыря и была сначала посвящена Св. Михаилу, а затем Святой Марии (Богородице). На сохранившейся латинской надписи сказано, что церковь была основана в 1347 году во времена игуменства Павла Руджера. Вполне возможно, что строители Дечан непосредственно принимали участие в создании этой ратацкой церкви из-за высокой технологии изготовления камня, двухцветной обработки фасадов (в белом и красном камнях), а также способа строительства стен и пилястров. Клуатр был воздвигнут при церкви в XII или XIII веке вместе с башней G, которая сыграла важную роль в защите монастыря и была почти разрушена во время Второй мировой войны.